# Garnotia arborum
Garnotia arborum är en gräsart som beskrevs av Otto Stapf och Woodrow. Garnotia arborum ingår i släktet Garnotia och familjen gräs. Inga underarter finns listade i Catalogue of Life.